# 凤山街道 (汕尾市)
凤山街道，是中华人民共和国广东省汕尾市城区下辖的一个乡镇级行政单位。面积21.09平方千米。

## 行政区划
凤山街道下辖以下地区：
联兴社区、文亭社区、凤照社区、安美社区、凤翔社区、凤苑社区、滨海社区、盐町头社区居委、奎山社区、香洲社区、新林社区、小岛渔业村、芦列坑村和革新渔业村。